# Прієна

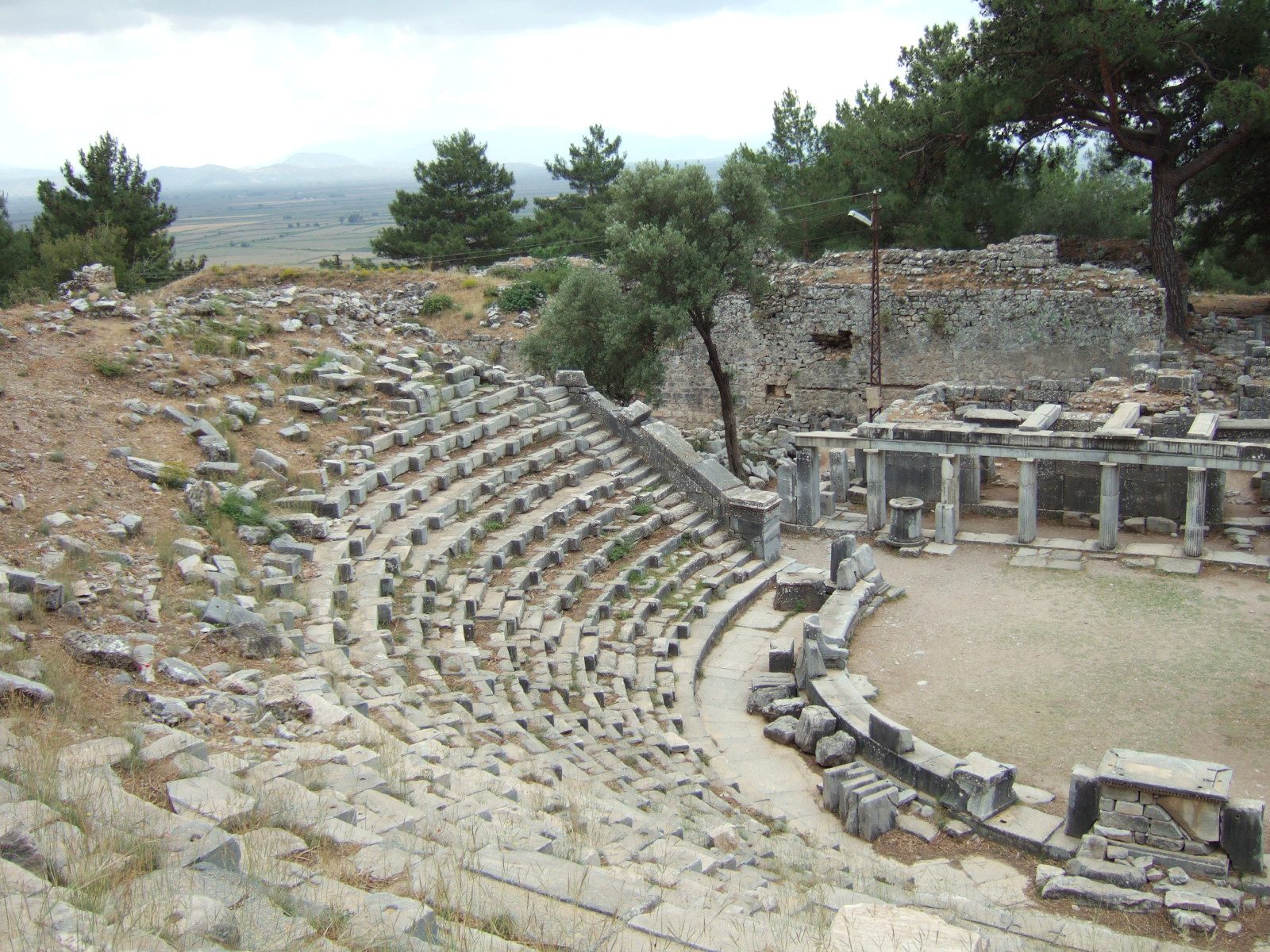
Театр у Прієні

Прієна (грец. Πριήνη) — давньогрецьке місто Іонії на мисі Мікале у Карії, Мала Азія. Сучасна назва руїн стародавньої Прієни, що тепер розташовані на території Туреччини, Самсун-Кале. 

## Історія
Прієна заснована в середині 11 століття до н. е. Епітом, сином Нелея. Первісно місто лежало на самому березі Латмійської затоки. Згодом наноси річки Меандр відділили місто від моря.
Прієна входила до Союзу 12 іонійських міст. Наприкінці 6 століття до н. е. підпала під владу Персії і брала участь у іонійському антиперсидському повстанні 500—494 до н. е. У 5 столітті до н. е. входила до складу Делоського союзу, потім держави Александра Македонського. У 3-2 століттях до н. е. перебувала у складі Селевкідського, згодом Пергамського царств. Прієна залишалась провінційним містом Римської імперії та Візантії до 13 століття, коли узбережжя заселили турки.

### Археологія
Археологічні розкопки велися тут з кінця 19 століття німецькими вченими (К. Хуманн, пізніше Т. Віганд), досліджена більша частина міста та його укріплення. Вчені вважають, що в 4-1 століттях до н. е. Прієна була важливим центром торгівлі та ремесла, володіла двома гаванями. Мешканці Прієни брали активну участь у святкуванні паніонійских свят.
Також встановлено, що Прієна мала прямокутну мережу вулиць (система Гіпподама). Поздовжні вулиці йшли уступами; перетинали їх 16 поперечних вулиць-сходів, що вели від підошви гори Мікале і поділяли Прієну на рівні прямокутні квартали. Розкопками відкриті руїни будівель, зведених переважно у 3-2 століттях до н. е. і розташованих на терасах, укріплених підпірними стінами. У 334 році до н. е. Александр Македонський освятив храм Афіни Паллади, спроектований Піфеєм, якому приписують Галікарнаський мавзолей. У центрі міста були зведені агора, храм Зевса Олімпійського, еклесіастерій (зала засідань народних зборів), «священна» стоа, театр, стадіон, дві гімнасії, ринки, житлові будинки перистильного типу.
Прієна — один з небагатьох полісів Еллади, які донесли до нашого часу детальну інформацію про містобудування та планування епохи еллінізму. 